# Sulgenbach (Berner Quartier)

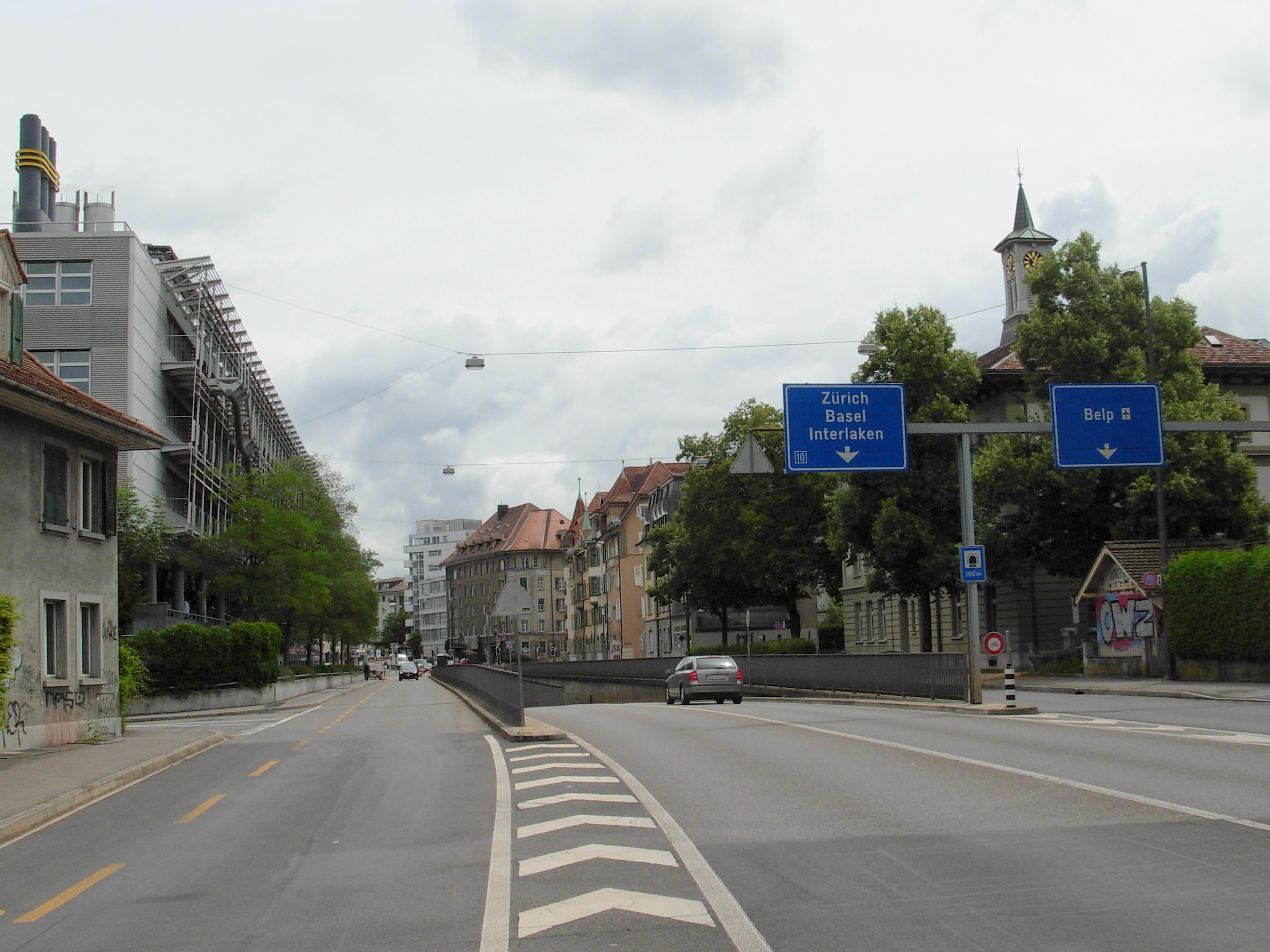
Eigerstrasse im Sulgenbachquartier, links ein Gebäude der Bundesverwaltung

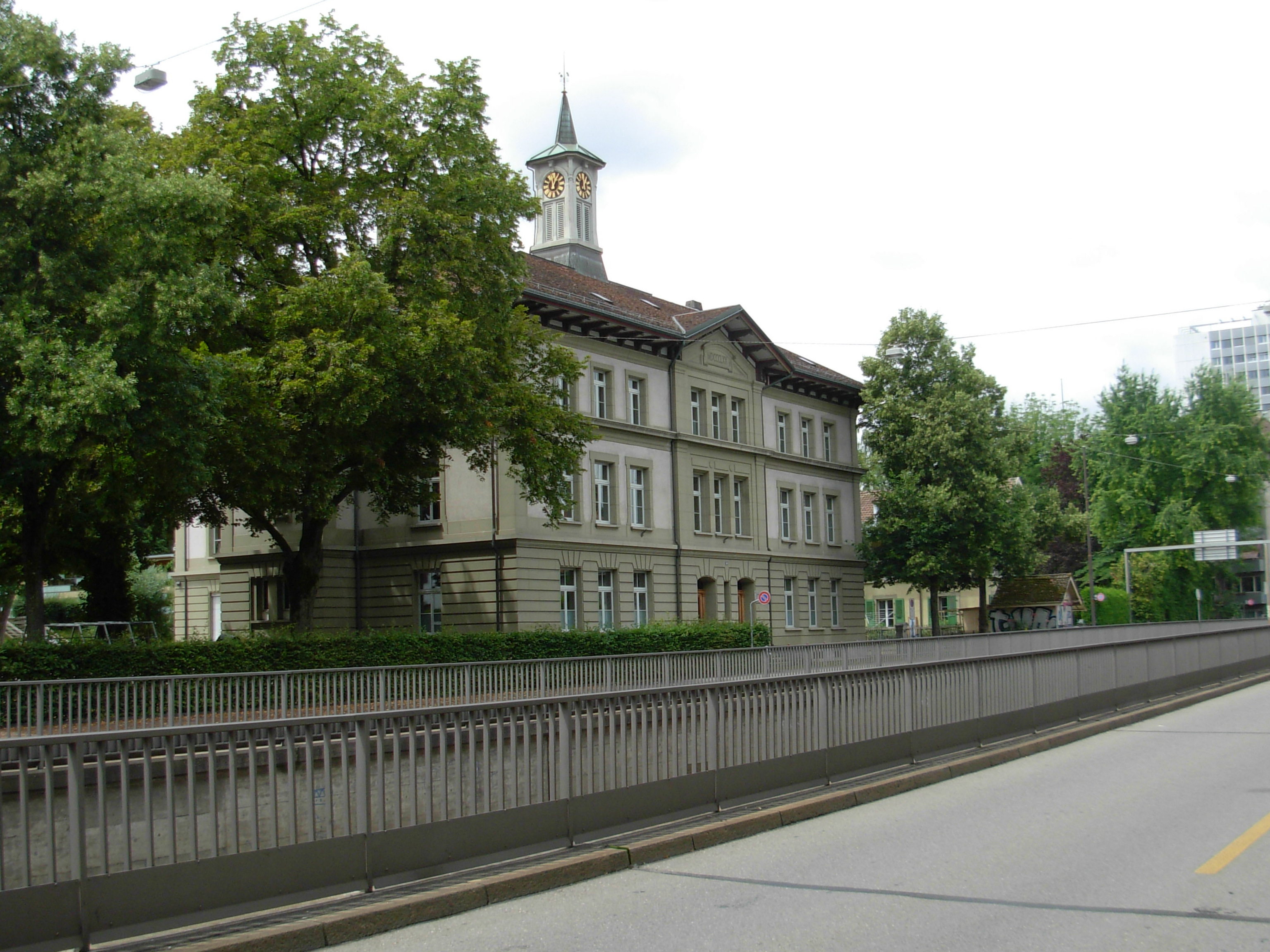
Sulgenbach-Schulhaus, erbaut 1867

Sulgenbach ist ein Quartier der Stadt Bern. Es gehört zu den 2011 bernweit festgelegten 114 gebräuchlichen Quartieren und liegt im Stadtteil Stadtteil III Mattenhof-Weissenbühl, dort im statistischen Bezirk Weissenbühl. Es grenzt an die Quartiere Steinhölzli/Weissenbühl, Mattenhof, Monbijou, Marzili und Sandrain/Schönau. Im Südwesten bildet es die Stadtgrenze von Bern zu Wabern.
Im Jahr 2022 waren 6227 Einwohner gemeldet, davon 5048 Schweizer und 1179 Ausländer.

## Name
Das Gebiet ist benannt nach dem Sulgenbach, der – aus dem Köniz- oder Gurtental kommend – hier an der tiefsten Stelle zwischen dem Stadtzentrum von Bern und dem ansteigenden Gurten ungefähr an Stelle der heutigen Eigerstrasse verlief.
Der Name von Bach und Dorf leitet sich vermutlich ab von althochdeutsch sulaga oder solaga, was so viel wie Lache, Pfütze bedeutet. Der Bach ist heute auf Stadtgebiet kanalisiert. Am Ufer des Bachs zwischen dem heutigen Eigerplatz und der Sulgeneck lag das Dorf Sulgen mit den Teilen Ober- und Untersulgen, 1346 in Stadtrecht aufgenommen und im 18. Jahrhundert auch  Sulden genannt. An den Sulgenbach erinnern heute noch die Strassennamen Sulgenauweg, Sulgenbachstrasse, Sulgeneckstrasse, Sulgenheimweg und Sulgenrain.

## Entwicklung und Beschaffenheit des Quartiers
Die Gegend ist heute geprägt von Bauten aus dem 19. und 20. Jahrhundert (u. a. Sulgenbach-Schulhaus von 1867) und die verkehrsreichen Strassen Eigerstrasse, die in west-östlicher Richtung vom Mattenhof-Quartier zur Monbijoubrücke über die Aare ins Kirchenfeld-Quartier führt, und Monbijoustrasse, die in nord-südlicher Richtung vom Bahnhof Bern nach Wabern führt. Über die Eigerstrasse führt die Buslinie 28 von Bernmobil, über die Monbijoustrasse die Buslinie 19 und die Tramlinie 9. Für den Bau der Monbijoustrasse wurde im Bereich Giessereiweg eine Gruppe von verbleibenden Häusern des alten Dorfs am Sulgenbach, darunter die Stockmühle, 1911 abgebrochen. An der Kreuzung von Monbijou- und Eigerstrasse wurde zwischen 1992 und 1997 für das Bundesamt für Informatik und Telekommunikation das Gebäude Titanic II erstellt.